# Jan Loeff
Johannes Alouisius (Jan) Loeff (Baardwijk, 15 november 1858 - 's-Gravenhage, 10 juli 1921) was een Nederlands advocaat en politicus.

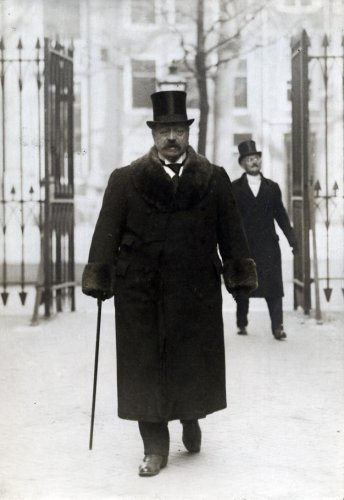
Jan Loeff, 1917

Loeff, telg uit het geslacht Loeff, was conservatief, maar ook een pragmatische katholieke politicus. Hij was advocaat in 's-Hertogenbosch en vanaf 1896 Tweede Kamerlid voor het district 's-Hertogenbosch. Mr. Dr. Jan Loeff, die van 1901 tot 1905 Minister van Justitie was, in het kabinet van Dr. Abraham Kuyper. Als minister van Justitie in het kabinet-Kuyper werd hij als kundig en evenwichtig getypeerd en stond hij goed aangeschreven. Hij bracht onder andere de Beroepswet (een regeling van het administratief recht) tot stand. Hij was in 1903 tegenstander van strafbaarstelling van ambtenarenstakingen, maar verdedigde loyaal het door de ministerraad genomen besluit. Hij keerde in 1905 terug in de Kamer en was enige tijd fractievoorzitter. Hij sloot zijn loopbaan af als staatsraad.

## Joannes Aloysius Loeff
Joannes Aloysius Loeff (geboren in Baardwijk 15 november 1858 en overleden ’s-Gravenhage 10 juli 1921) was de oudste zoon van burgemeester Hendrikus Loeff (Baardwijk 16 juni 1817 – 13 januari 1880) en Petronella Johanna Antonia van Heesbeen (aldaar 20 maart 1829 – Baardwijk 4 september 1901), die na hem nog vier zonen en een dochter kregen. Op 22 september 1891 trad hij in het huwelijk met de uit ’s‑Hertogenbosch afkomstige Maria Catharina Josepha Sweens (1868-1921). Uit dit huwelijk werden tien kinderen geboren. Jan Loeff was advocaat en procureur, lid van Provinciale Staten, gemeenteraadslid, lid van de Tweede Kamer en Minister van Justitie.
De jonge Loeff behoorde tot een geslacht dat al vanaf de middeleeuwen in het Land van Heusden en Altena openbare ambten bekleedde en een vooraanstaande rol speelde in de katholieke kerk. Als waardering voor hun verdiensten verleende Keizer Karel V de familie Loeff in 1556 zelfs een wapenbrief en een familiewapen. Het oudst bekende zegel vertoont uitsluitend de drie lelies en dateert van 12 augustus 1536, toen Anthonis Dirksz. Loeff (III) hiermee een verklaring bekrachtigde. De wapenvermeerdering werd door keizer Karel V aan bovengenoemde Anthonis Dirksz. Loeff, schout van Oudheusden, verleend bij wapenbrief, Gent 28 augustus 1556.
Met de voorbeelden van zijn familie voor ogen besloot hij aanvankelijk om priester te worden. Daarvoor bezocht hij eerst het kleinseminarie te Sint‑Michielsgestel en daarna het grootseminarie te Haaren. Hier ontdekte hij dat het priesterschap toch niet was wat hij zocht. Daarom switchte Johannes Loeff halverwege over naar de rechtenfaculteit van de universiteit van Leiden. Op 29-jarige leeftijd promoveerde hij daar in 1887 cum laude op een proefschrift getiteld: ‘Publiekrecht tegenover privaatrecht. Proeve van theoretisch-kritisch onderzoek naar het karakter van het publiek.’
Na het beëindigen van zijn rechtenstudie vestigde Loeff zich als advocaat en procureur te ’s‑Hertogenbosch. Aan de Bossche rechtbank viel hij al snel op als een handig debater en als iemand die zeer deskundig was. Mede op grond hiervan werd Loeff in 1889 met succes door het kiesdistrict Heusden naar voren geschoven als kandidaat bij de verkiezingen voor de Provinciale Staten. Hier werd hij actief in de commissie Waterschappen.
Bij zijn dood in 1921 werd hem alom, in de landelijke en regionale media, lof toegezwaaid vanwege zijn grote inzet op wetgevend gebied. Daarnaast prees men hem voor zijn scherpzinnige visies, zijn glasheldere betogen, zijn tact en zijn trouw. Ook Baardwijk, dat in 1922 met Waalwijk werd samengevoegd, vergat de oud‑plaatsgenoot niet. Hier werd hij geëerd met een „Minister Loeffstraat”. In de jaren zestig van de vorige eeuw werd deze straatnaam echter omgedoopt tot „Loeffstraat”. De bedoeling van die verandering was om met deze verzamelnaam ook de betekenis van zijn vader en grootvader als burgemeesters van Baardwijk in herinnering te brengen.
Tijdens de viering van 700 jaar stadsrechten van Waalwijk in 2003 werd in de toen opgevoerde musical „Waalwijk mijn Heerlijckheid” een speciaal lied aan Minister Jan Loeff gewijd. Daarin werd hij bezongen als ‘een staatsman van formaat’. Een betere typering is er voor deze oud-Baardwijker niet te bedenken.
- Biografisch Portaal: 62072721
- Parlement.com: vg09ll2y54uf